# 1,10-Dichlordecan
1,10-Dichlordecan ist eine chemische Verbindung aus der Gruppe der aliphatischen, gesättigten Halogenkohlenwasserstoffe.

## Gewinnung und Darstellung
1,10-Dichlordecan kann durch Decarboxylierung des entsprechenden Alkychlorformates gewonnen werden. Die Verbindung kann auch durch Reaktion von 1,10-Decandiol mit Thionylchlorid dargestellt werden.

## Eigenschaften
1,10-Dichlordecan ist eine farblose Flüssigkeit. Einige Bakterien können die Verbindung gut abbauen.

## Verwendung
1,10-Dichlordecan wird als Zwischenprodukt zur Herstellung von Arzneistoffen (zum Beispiel Tiadenol) verwendet.